# Frontera entre el Regne Unit i la República d'Irlanda
La frontera entre el Regne Unit i la República d'Irlanda (irlandès Teorainn talún na hÉireann leis an Ríocht Aontaithe) és la línia de control militar que separa la zona d'ocupació britànica al nord-est de l'illa d'Irlanda de la resta del territori nacional irlandès, que constitueix la República d'Irlanda. També se la coneix com la Frontera Irlandesa (the Irish border), o (a l'illa d'Irlanda) simplement com la frontera (the border). Va ser traçada el 6 de desembre de 1922, quan el Regne Unit va retirar les seves forces d'ocupació de 26 dels 32 comtats irlandesos, reservant-se el control dels 6 restants (els d'Irlanda del Nord avui dia).

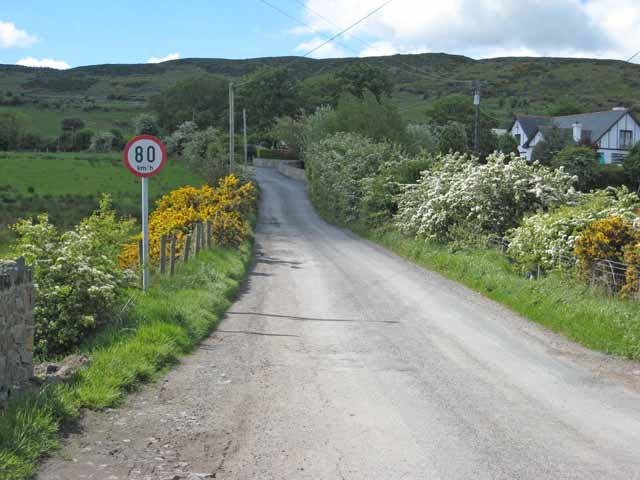
La frontera a Killeen (vista del cantó britànic) marcada només per un senyal de límit de velocitat mètric (km/h)

## Traçat
La frontera s'estén al llarg de 443 km entre Lough Foyle (al nord) i Carlingford Lough (a l'est), en el Mar d'Irlanda. Aquesta és l'única frontera terrestre entre els dos Estats. A causa que tant Irlanda com el Regne Unit pertanyen a la Zona Comuna de Viatges, no sol haver-hi controls fronterers, si ben tant el Regne Unit com Irlanda tenen dret a efectuar-los, com així han fet en diverses ocasions. Hi ha més de 200 carreteres públiques que travessen la frontera.

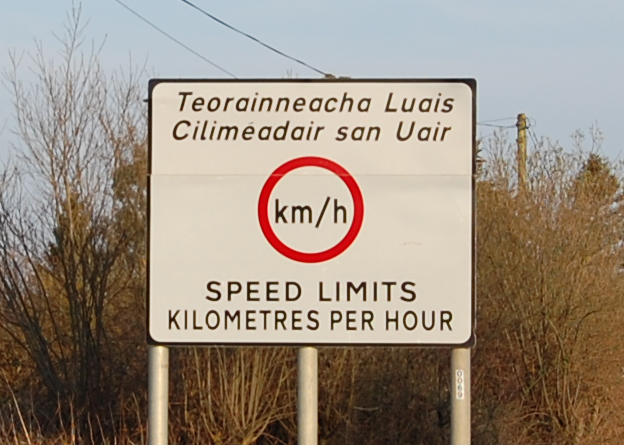
Senyal bilingüe de trànsit al comtat de Louth, a la República d'Irlanda, advertint als conductors que viatgen per la frontera, que els límits de velocitat mètrica s'utilitzen a Irlanda, El Regne Unit usa unitats imperials en trànsit.

Tret que abans del 29 de març de 2019 el Regne Unit arribi a un acord amb Irlanda i la Unió Europea, a partir d'aquesta data es tornaran a instal·lar controls fronterers en la línia de control internacional.

## Frontera marítima
La delimitació precisa de les Zones econòmiques exclusives entre els dos estats al mar d'Irlanda i a l'oceà Atlàntic es regeix per un acord signat el 7 de novembre de 1988. Es van inscriure 132 punts amb molts punts que no fan servir una precisió a segon d'arc, que dona una aparença d'escala.
Subsisteix un litigi entre el govern d'Irlanda i el govern del Regne Unit sobre el traçat de la frontera marítima a Lough Foyle i Carlingford Lough: cadascun dels estats reclama la sobirania sobre els dos loughs, d'acord amb el dret irlandès, o el dret britànic..

## Orígens
La frontera va ser creada en 1920 pel Parlament Britànic en virtut de la Llei de Govern d'Irlanda, que preveia l'autonomia de la part sud de l'illa. Sis dels trenta-dos comtats de l'illa van romandre sota control britànic amb el nom d'"Irlanda del Nord", mentre que els altres vint-i-sis comtats irlandesos es van convertir en la nova autonomia d'Irlanda.
Originalment destinada a ser una divisió administrativa interna del Regne Unit de Gran Bretanya i Irlanda, la frontera es va convertir en una frontera internacional el 6 de desembre de 1922, quan Irlanda es va proclamar independent. Els sis comtats nordirlandesos disposaven fins al 6 de gener de 1923 per manifestar el seu desig de permanència, o en cas contrari s'independitzarien amb la resta d'Irlanda. Finalment, el 18 de desembre de 1922 Irlanda del Nord va notificar formalment al govern de Londres el seu desig de mantenir el règim colonial, i es va consolidar la divisió nacional d'Irlanda.
Quant al nou Estat d'Irlanda, es va adjudicar provisionalment la Prefectura de la República d'Irlanda al Rei d'Anglaterra fins a abril de 1949, quan el President d'Irlanda va assumir, en la seva jurisdicció, els poders del monarca anglès; culminant-se el procés de descolonització d'Irlanda.

## Situació post-Brexit

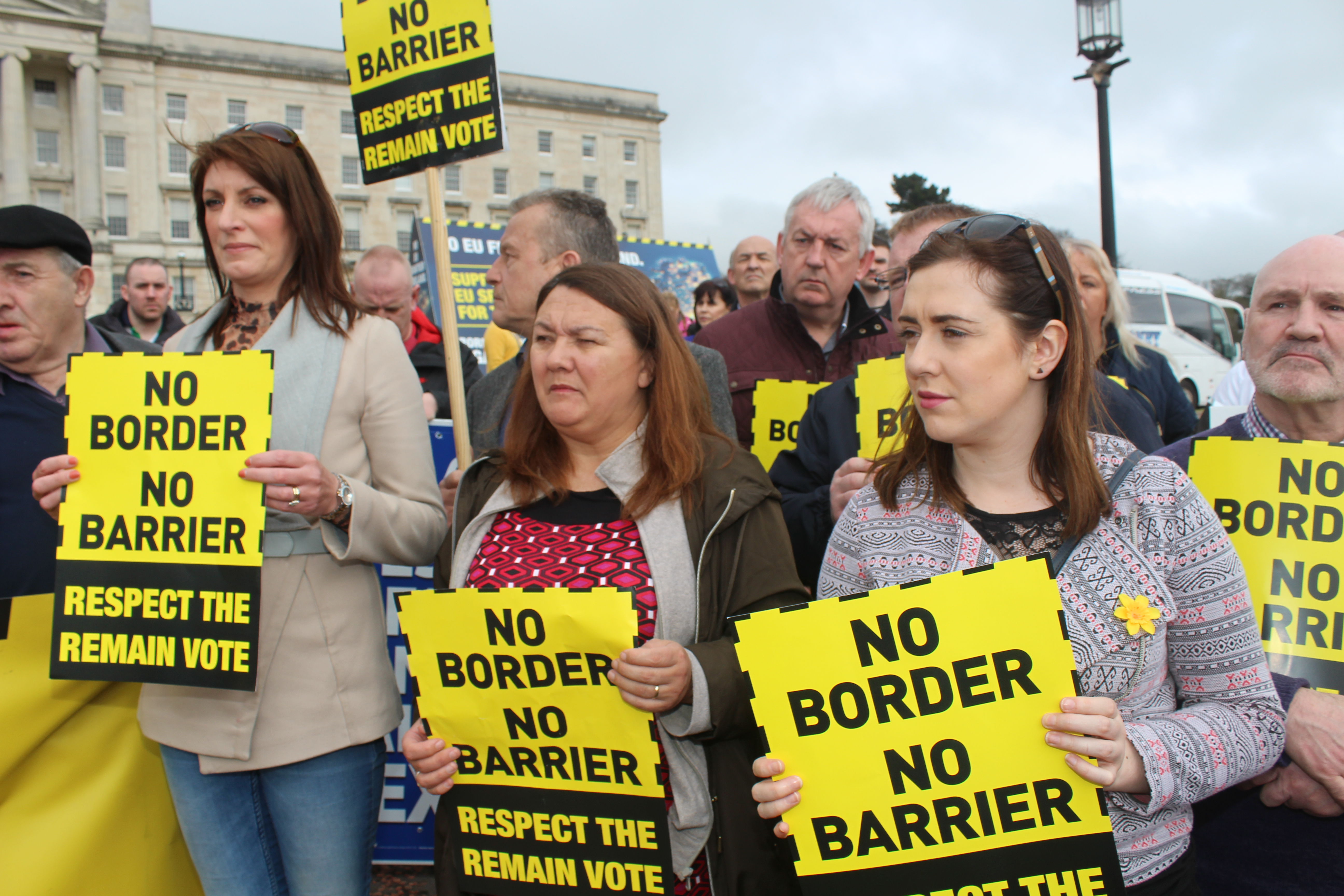
Una protesta del Sinn Féin contra una frontera dura. Els controls post-Brexit són un tema controvertit

El Regne Unit va votar abandonar la Unió Europea en un referèndum el 23 de juny de 2016. La retirada britànica de la Unió Europa va fer que la frontera entre la República d'Irlanda i Irlanda del Nord fos una frontera externa de la Unió Europea. Tant el govern irlandès, com el govern del Regne Unit i els representants de la UE van declarar plegats que no desitjaven una frontera dura a Irlanda degut a la naturalesa sensible de la frontera.
Per tal d'evitar això, la Unió Europea va proposar un "acord límit" dins de l'acord de marxa que posaria a Irlanda del Nord sota una sèrie de normes de la Unió Europea per tal d'evitar la necessitat de controls fronterers. Però això compta amb l'oposició del govern britànic perquè produeix una frontera efectiva entre Gran Bretanya i Irlanda del Nord.
A més de la immigració i el comerç, està en marxa una sèrie d'altres temes de cooperació transfronterera, com ara la salut,